# Aracnoide

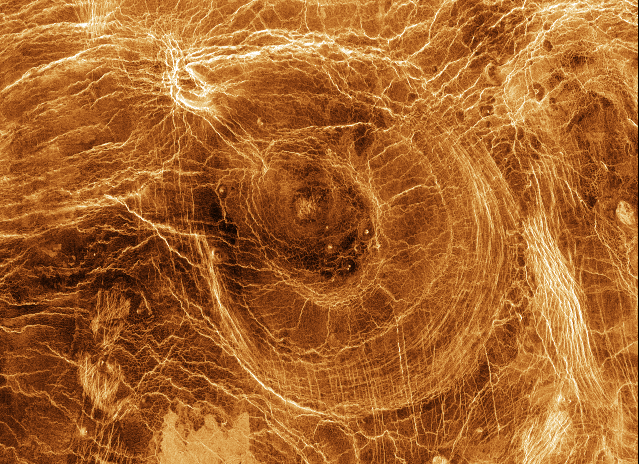
Un aracnoide venusià.

En astrogeologia, un aracnoide és una gran estructura, probablement d'origen volcànic, que només s'ha trobat a la superfície de Venus. Tenen l'aparença d'ovals concèntrics envoltats per una complexa xarxa de fractures i poden tenir una extensió d'entre 100 i 200 km. Reben el seu nom de la seva semblança amb una teranyina (aracnoide = semblant a una teranyina).
Es localitzen majoritàriament a l'hemisferi nord del planeta en regions planes afectades per compressions regionals de l'escorça. Són semblants als coronae però no tan grans i es diferencien d'aquests per tenir una xarxa de línies blanques radials i concèntriques que els donen l'aparença de teles d'aranya. Les línies radials semblen crestes que s'alcen sobre la superfície.
Igual que els coronae, es creu que el seu origen està lligat a la sortida de magma de l'interior de Venus a la superfície. És per això que generalment es classifiquen com un tipus de volcà, encara que és possible que diferents aracnoides s'hagin format per processos diferents.
Van ser observats per primera vegada per les sondes soviètiques Venera 15 i 16 el 1983 i la seva existència va ser confirmada per la sonda Magellan el 1990. Des de llavors, 265 aracnoides han estat identificats a la superfície de Venus, 55 dels quals tenen nom. Els aracnoides s'identifiquen gairebé sempre com a Corona i, en alguns casos, com a Patera o Mons (per exemple, Maslenitsa Corona, Keller Patera i Mentha Tholus).